# Isle (rivière)
Pour les articles homonymes, voir Isle.
L'Isle [il] (en occitan Eila) est une rivière du Sud-Ouest de la France dans la région Nouvelle-Aquitaine, et un affluent de la Dordogne.

## Géographie

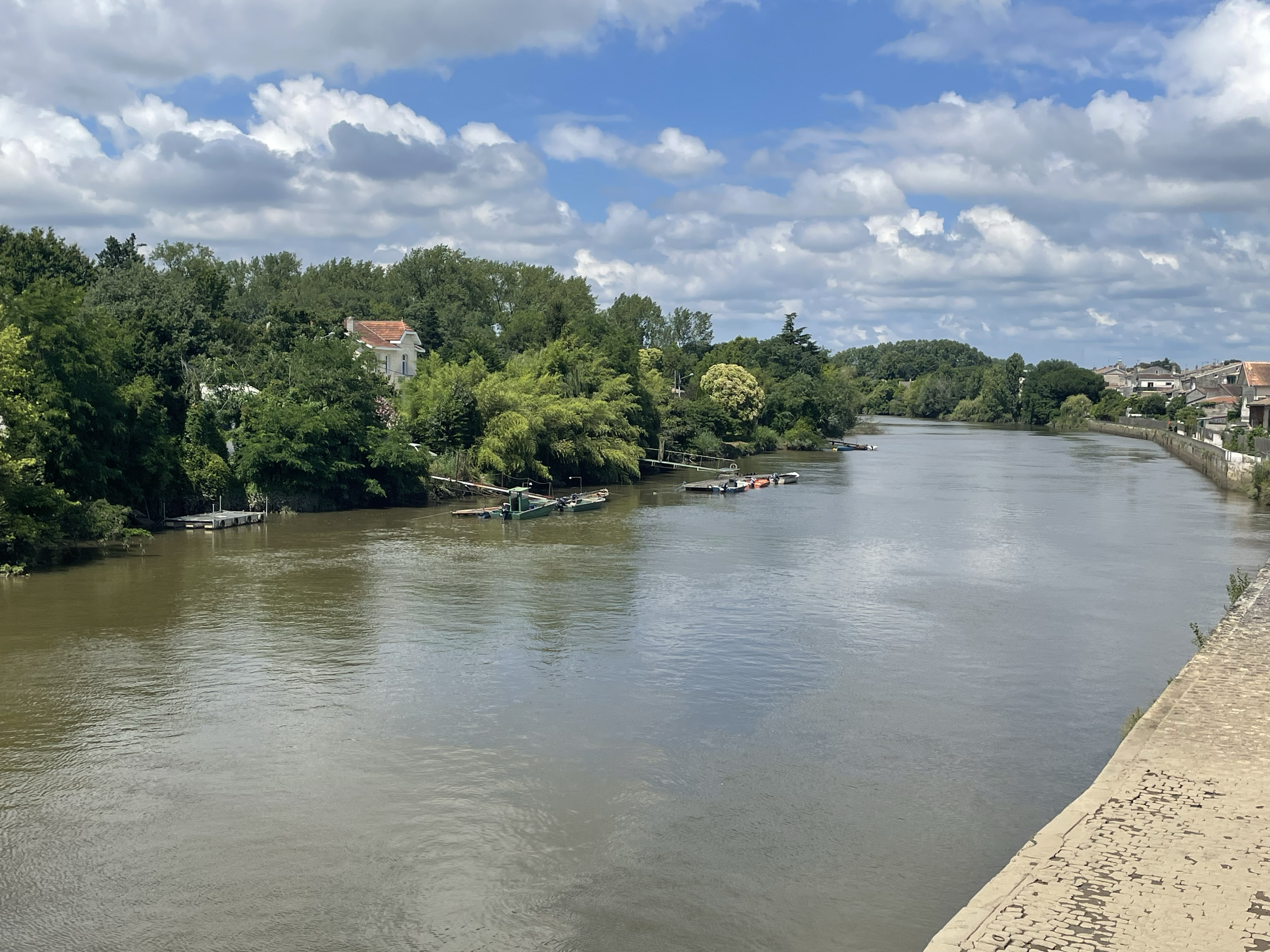
L'Isle dans sa partie terminale à Libourne.

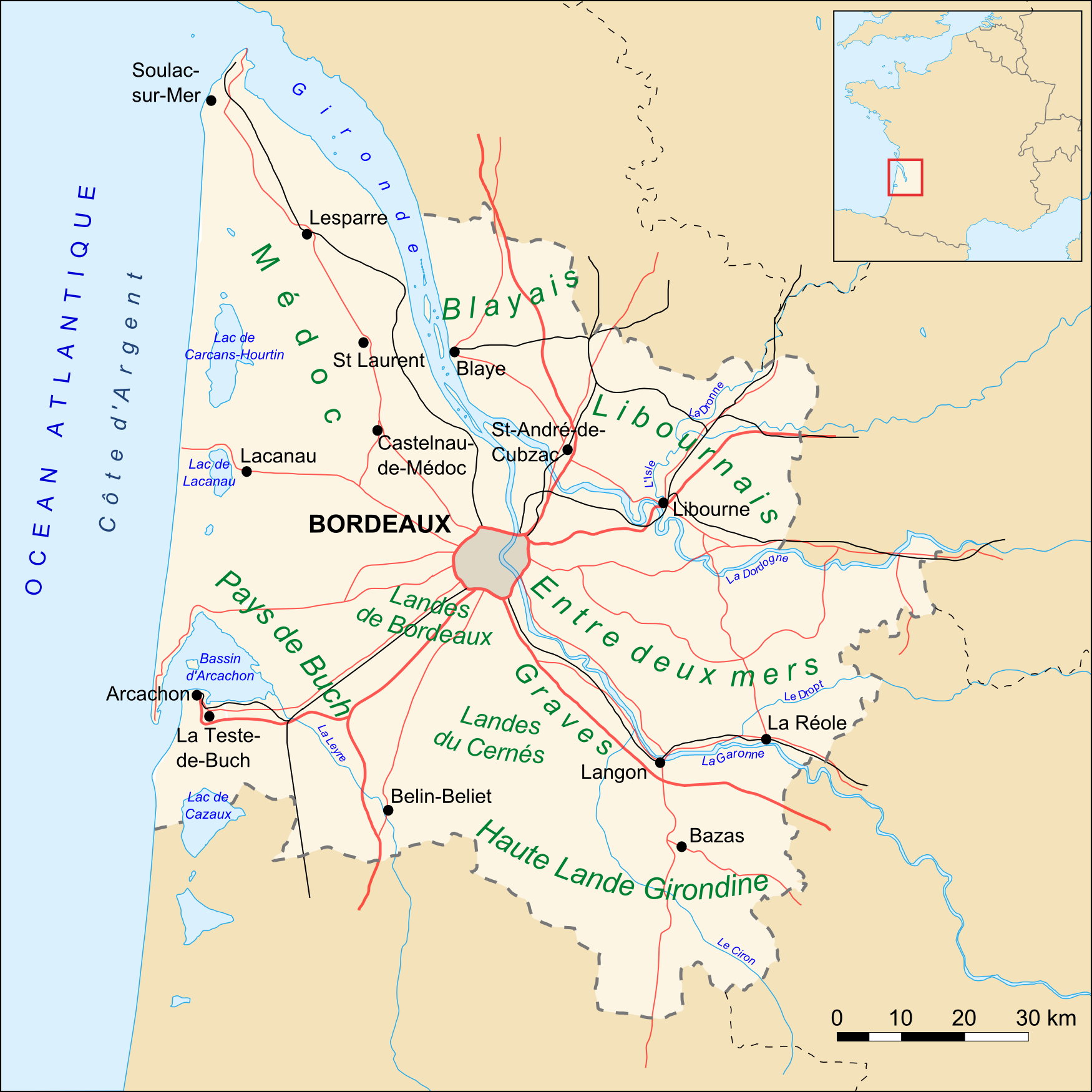
L'Isle en Gironde.

L’Isle prend sa source dans le Massif central, département de la Haute-Vienne à l'ouest du hameau de Rongeras (commune de Janailhac) en Nouvelle-Aquitaine, à 375 m d’altitude ; son cours est estimé à 255,29 km dont 87 navigables (actuellement en plusieurs sections). Elle rejoint la Dordogne à Libourne. Sa pente moyenne est de 1,56 m/km. L’ensemble du bassin appartient au climat océanique aquitain. Le mouvement de la marée se fait sentir jusqu'à l'écluse de Laubardemont près de Coutras, avec un retard d'environ cinq heures par rapport à l'océan. Laubardemont est à 143 km, ou 77,2 milles de la pointe de Grave par voie fluviale. Le flux remonte donc à Guîtres et Saint-Denis-de-Pile.

### Départements et communes traversés
L'Isle traverse trois départements et soixante-cinq communes dont les principales sont, de l'amont vers l'aval :
- Haute-Vienne : La Meyze, Saint-Yrieix-la-Perche, Le Chalard ;
- Dordogne : Jumilhac-le-Grand, Périgueux, Saint-Astier, Neuvic-sur-l'Isle, Mussidan, Montpon-Ménestérol ;
- Gironde : Coutras, Guîtres, Saint-Denis-de-Pile, Libourne.

## Principaux affluents
| - le Crassat (ou ruisseau de Larticie) (rd) - le ruisseau Noir ou ruisseau du Moulin de Busseix (rd) - le Périgord (rd) - la Valouse (rd) - le Lavaud (ou Laveau) (rg) - la Loue (rg) - l'Auvézère (rg) - le Manoire (rg) - la Beauronne ou Beauronne de Chancelade (rd) - le Cerf (rg) | - le Salembre (ou ruisseau de Salembre) (rd) - le Vern (rg) - la Beauronne ou Beauronne de Saint-Vincent (rd) - la Crempse (rg) - le Grolet (ou ruisseau de Grolet) (rd) - la Beauronne ou Beauronne des Lèches (rg) - le Martarieux (ou Martrieux, ou Martrarieux) (rg) - le Farganaud (ou ruisseau de Fayoulet) (rd) | - la Duche (rd) - le Galant (rg) - le ruisseau de Courbarieu (rd) - la Dronne (rd) - le Lary (ou Larit, ou l'Ary) (rd) - le ruisseau de Galostre (ou ruisseau du Galostre, ou ruisseau de Galaustre) (rd) - le Palais (ou ruisseau du Palais, ou ruisseau de Ratut) (rg) - le ruisseau de Lavie (ou le Basque, ruisseau du Basque, Lavie, Lavié, ruisseau de Lavié, ruisseau de Levié, ou ruisseau de Lévié) (rg) - la Saye (ou ruisseau de la Saye) (rd) - la Barbanne (ou ruisseau de la Barbanne) (rg) |

Les quatre plus longs (> 50 km) sont indiqués en gras.
N.B. : (rd) = affluent rive droite ; (rg) = affluent rive gauche

## Hydrologie

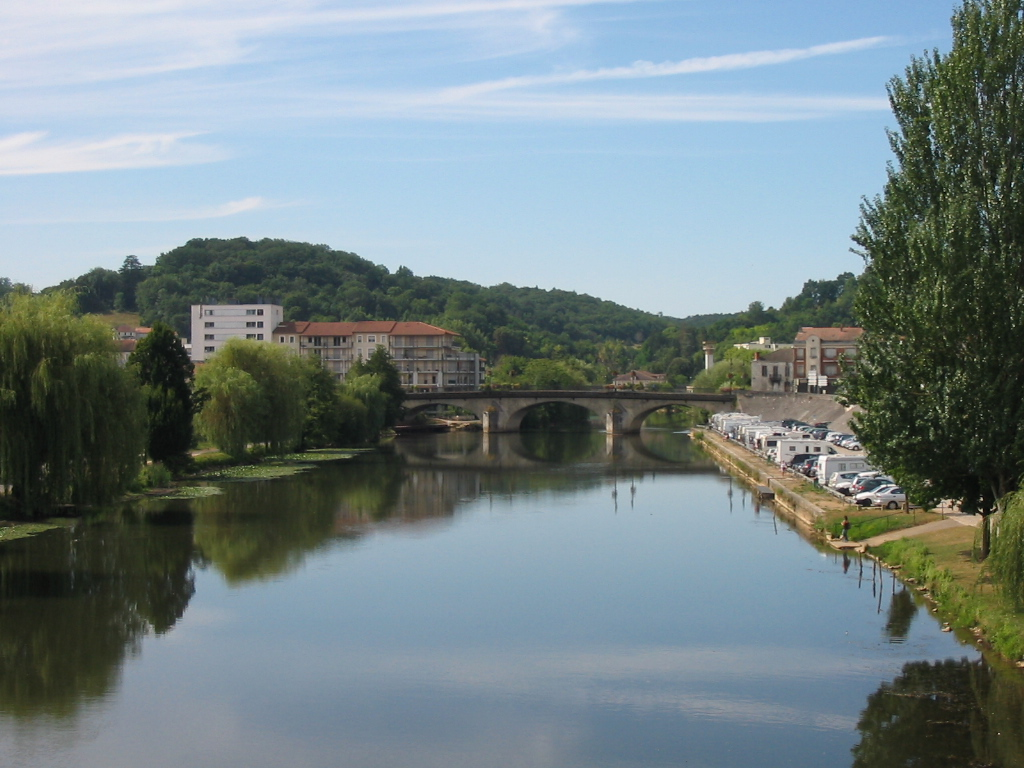
La vallée de l'Isle à Périgueux.

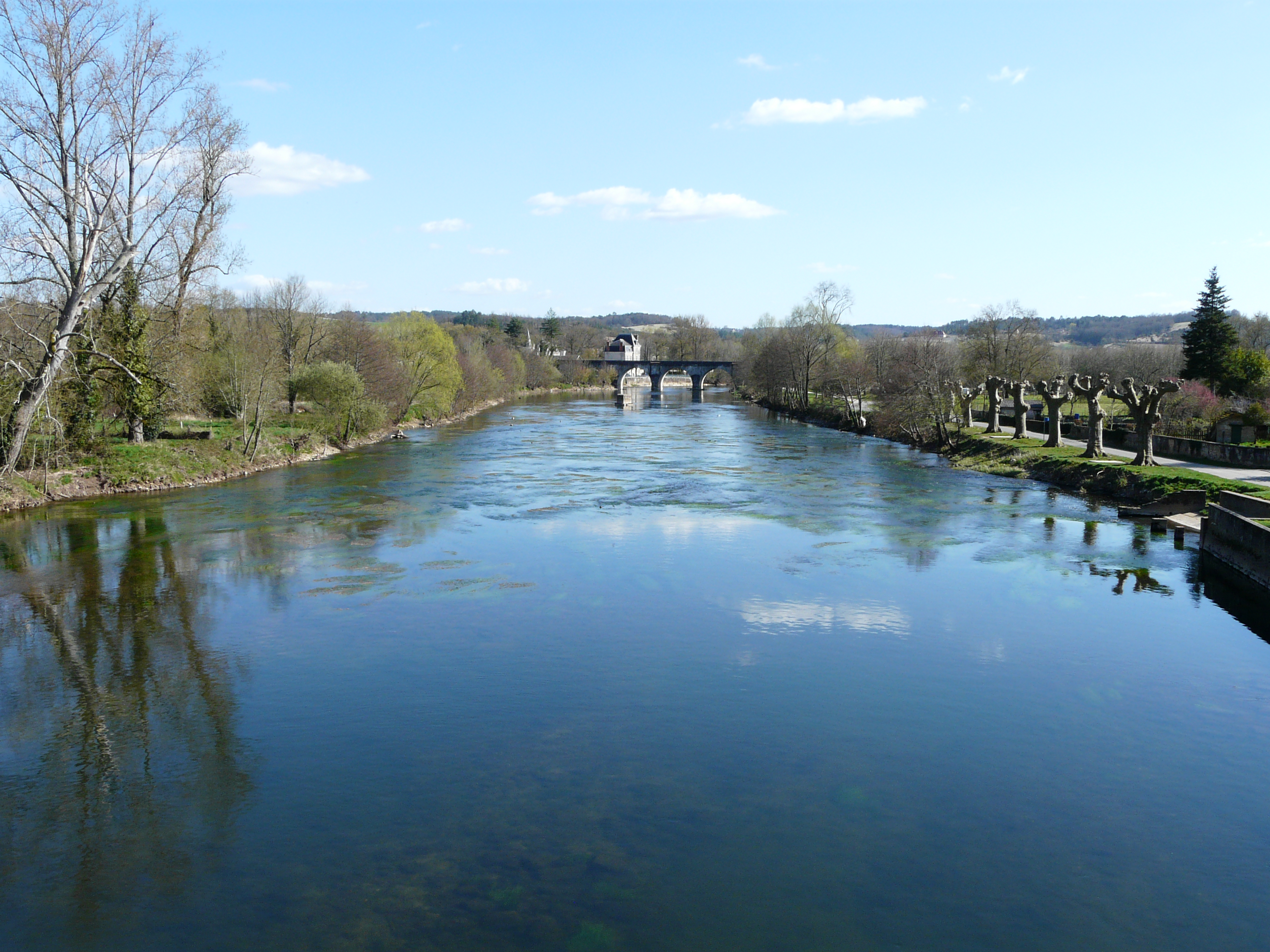
L'Isle à Saint-Astier.

L'Isle est une rivière assez irrégulière, à l'instar de ses voisines du Bassin aquitain ou du Sud-Ouest de la France.

### L'Isle à Coutras
Son débit a été observé et reconstitué durant une période de 33 ans (1972-2004), à Coutras, ville du département de la Gironde située peu avant son confluent avec la Dordogne. La surface ainsi étudiée est de 6 568 km2, soit 86 % du bassin versant de la rivière qui en fait 7 510 au total.
Le module de la rivière à Coutras est de 63,10 m3/s.
L'Isle présente des fluctuations saisonnières de débit fort marquées, comme c'est généralement le cas dans le bassin de la Dordogne. Les hautes eaux se déroulent en hiver et se caractérisent par des débits mensuels moyens variant de 85,9 à 120,0 m3/s, de décembre à avril inclus (avec un maximum assez net en janvier et février). Dès le mois de mai, le débit baisse rapidement jusqu'aux basses eaux d'été qui ont lieu de juillet à septembre inclus, entraînant une baisse du débit mensuel moyen jusqu'à 16,0 m3 au mois d'août, ce qui reste confortable, il est vrai. Mais ces données mensuelles ne sont que des moyennes et cachent des fluctuations bien plus prononcées sur de courtes périodes ou selon les années.

### Étiage ou basses eaux
Aux étiages, le VCN3 peut chuter jusque 4,3 m3/s, en cas de période quinquennale sèche, ce qui peut être qualifié d'assez sévère, le débit de la rivière tombant ainsi à 7 % de son débit moyen.

### Crues
Les crues peuvent être fort importantes, compte tenu en plus de la taille étendue du bassin versant. La série des QIX n'a pas été calculée, mais la série des QJX l'a été. Les QJX 2 et QJX 5 valent respectivement 400 et 590 m3/s. Le QJX 10 est de 710 m3/s, le QJX 20 de 830 m3, tandis que le QJX 50 se monte à 980 m3/s.
Le 8 décembre 1944, une crue centennale, comparable à celles de 1783 et 1843, a noyé une grande partie de la rive gauche à Périgueux, atteignant la cote de 4,50 m.
Le 3 janvier 1994, la station hydrologique de Coutras a enregistré un débit maximal journalier de 819 m3/s. En comparant cette valeur à l'échelle des QJX de la rivière, on constate que le niveau de cette crue était à peine d'ordre vicennal, et donc nullement exceptionnel.
En avril 2025, l'Isle entre en crue à la suite de très fortes précipitations sur deux jours, atteignant 3,43 m à Périgueux dans la nuit du 21 au 22, dépassant le niveau de celle du 22 septembre 1993 (3,37 m) et approchant d'un centimètre celui du 7 janvier 1982 (3,44 m).

### Lame d'eau et débit spécifique
L'Isle est une rivière relativement abondante. La lame d'eau écoulée dans son bassin versant est de 304 mm annuellement, ce qui est légèrement inférieur à la moyenne d'ensemble de la France (320 mm), ainsi qu'à la moyenne du bassin de la Garonne (384 mm au Mas-d'Agenais). C'est cependant inférieur de plus de deux fois à la lame d'eau de la Dordogne en amont de son confluent avec l'Isle (623 mm à Bergerac). Le débit spécifique (ou Qsp) atteint 9,6 L s−1 km−2 de bassin.

### Risque inondation
Les communes et zones indiquées ci-dessous dans cette section sont présentées de l'amont vers l'aval.
Plusieurs plans de prévention du risque inondation (PPRI) concernant l'Isle ont été approuvés :
- en 2016 pour le tronçon amont de l'Isle, concernant 9 communes, depuis Corgnac-sur-l'Isle jusqu'à Antonne-et-Trigonant[7],[8] ;
- onze PPRI individuels autour de Périgueux depuis Bassillac (rive gauche) et Trélissac (rive droite) jusqu'à Saint-Astier :
  - Bassillac en 2002[9],[10] (commune nouvelle de Bassillac et Auberoche) ;
  - les dix autres en 2000 :
    - Trélissac[11],[12] ;
    - Boulazac[13],[14] (commune nouvelle de Boulazac Isle Manoire) ;
    - Périgueux[15],[16] ;
    - Coulounieix-Chamiers[17],[18] ;
    - Chancelade[19],[20] ;
    - Marsac-sur-l'Isle[21],[22] ;
    - Annesse-et-Beaulieu[23],[24] ;
    - Razac-sur-l'Isle[25],[26] ;
    - Montrem[27],[28] ;
    - Saint-Astier[29],[30] ;

- en 2007 pour le tronçon de l'Isle dans le Montponnais, concernant 6 communes, depuis Saint-Martial-d'Artenset jusqu'à Moulin-neuf (rive gauche) et depuis Saint-Laurent-des-Hommes jusqu'au Pizou (rive droite)[31],[32] ;
- en 2009 pour le tronçon de l'Isle dans le Mussidanais, concernant 10 communes, depuis Saint-Léon-sur-l'Isle jusqu'à Beaupouyet (rive gauche) et Saint-Martin-l'Astier (rive droite)[33],[34].

De plus, en décembre 2014, le préfet de la région Midi-Pyrénées, responsable du bassin Adour-Garonne, a signé un arrêté concernant entre autres le territoire à risques importants d'inondation (TRI) de Périgueux reprenant les onze communes autour de Périgueux déjà concernées par un PPRI précédent, depuis Bassillac jusqu'à Saint-Astier, en y associant Notre-Dame-de-Sanilhac,,,,,,,,,,,.

## Navigation
En 1244, Hélie de Talleyrand, comte de Périgord, demande l'établissement d'un port à Vauclaire, sur l'actuelle commune de Montpon-Ménestérol. L'Isle doit donc être navigable à l'aval à cette date. En 1274 et 1305, les Rôles gascons notent la volonté du roi de rendre la rivière navigable. En 1507, un arrêt du parlement de Bordeaux prescrit l'ouverture de pas au droit des moulins. En 1669, une ordonnance royale rend la rivière navigable. Les travaux d'aménagement sont entrepris à partir de 1670.
François Ferry, ingénieur du roi, dirige les travaux d'aménagement de 42 passelis ou pas-de-roi qui sont  situés dans le lit de l'Isle entre Laubardemont, près de Coutras, et le pont des Barris à Périgueux pour rendre la rivière navigable. Les travaux sont terminés en 1696, mais n'ont pas été suffisants pour rendre la rivière navigable.
En 1765, un arrêt du conseil du roi ordonne la création d'écluses à sas. Le tronçon Coutras-Mussidan est terminé en 1780. Guillaume Delfau constate dans Précis statistique du département de la Dordogne rédigé en l'an XI que l'Isle n'est plus navigable. Les travaux reprennent en 1821.
L'Isle a été rendue navigable pendant la première moitié du XIXe siècle grâce à quarante écluses réparties sur 143 km depuis Périgueux jusqu'au confluent à Libourne. Au besoin, ces écluses ont été placées parfois sur des dérivations en site propre. Dans ses écluses de 24,25 × 4,5 m, l'Isle recevait une batellerie semblable à celle de la Dordogne, à savoir majoritairement des coureaux portant jusqu'à cent tonnes. 
À Périgueux, un canal est réalisé en rive droite de l'Isle, du port de la cité et le centre-ville, entre 1857 et 1860.
La rivière a été radiée de la nomenclature des voies navigables le 27 juillet 1957. Elle fait actuellement l'objet d'un projet de réhabilitation pour le tourisme dirigé entre autres par le syndicat mixte interdépartemental de la vallée de l'Isle (SMIVI). Des balades en gabare sont possibles sur l'Isle, en particulier au lieu-dit Moulin du Duellas sur la commune de Saint-Martial-d'Artenset.

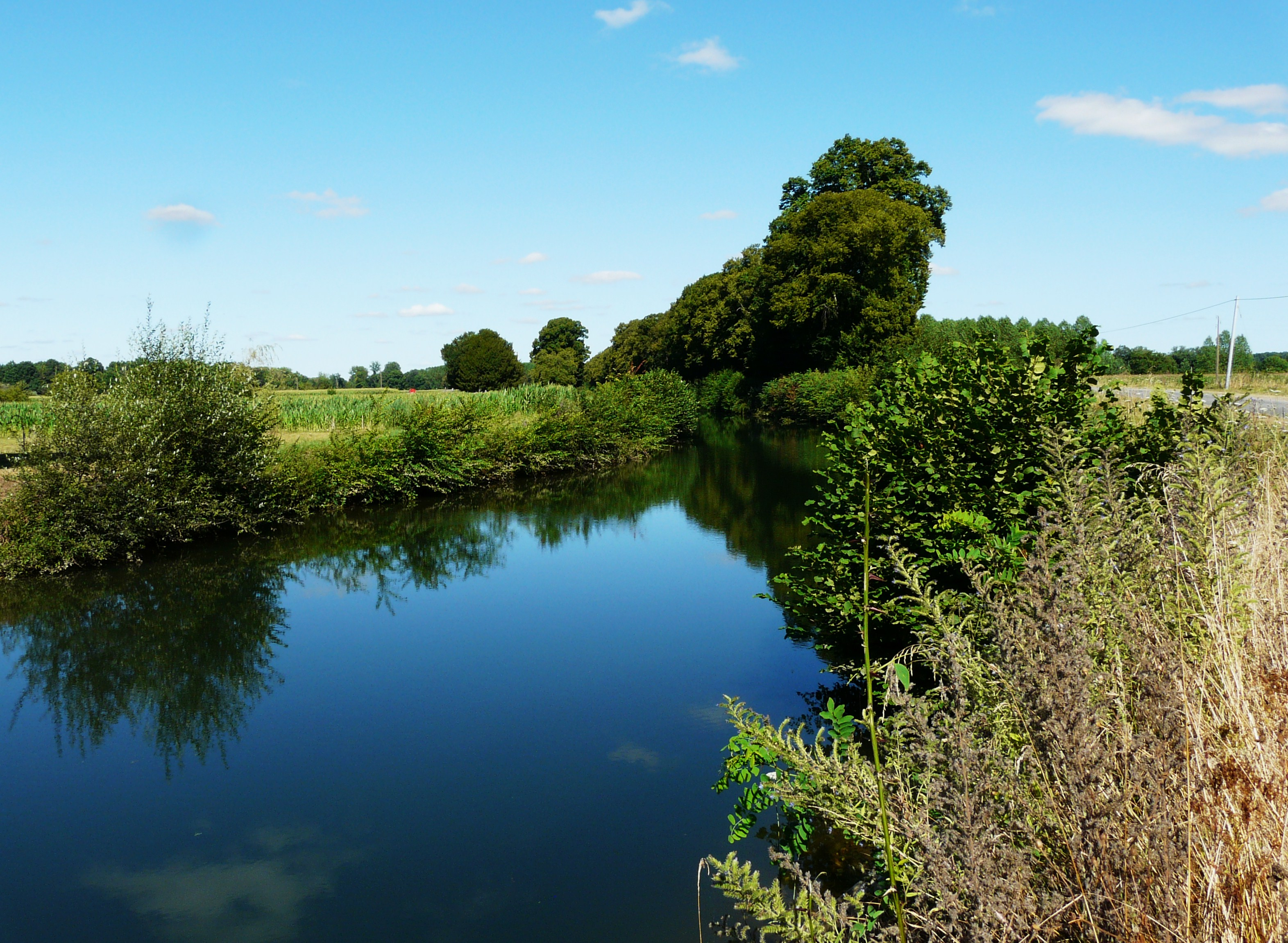
Le canal d'Annesse.
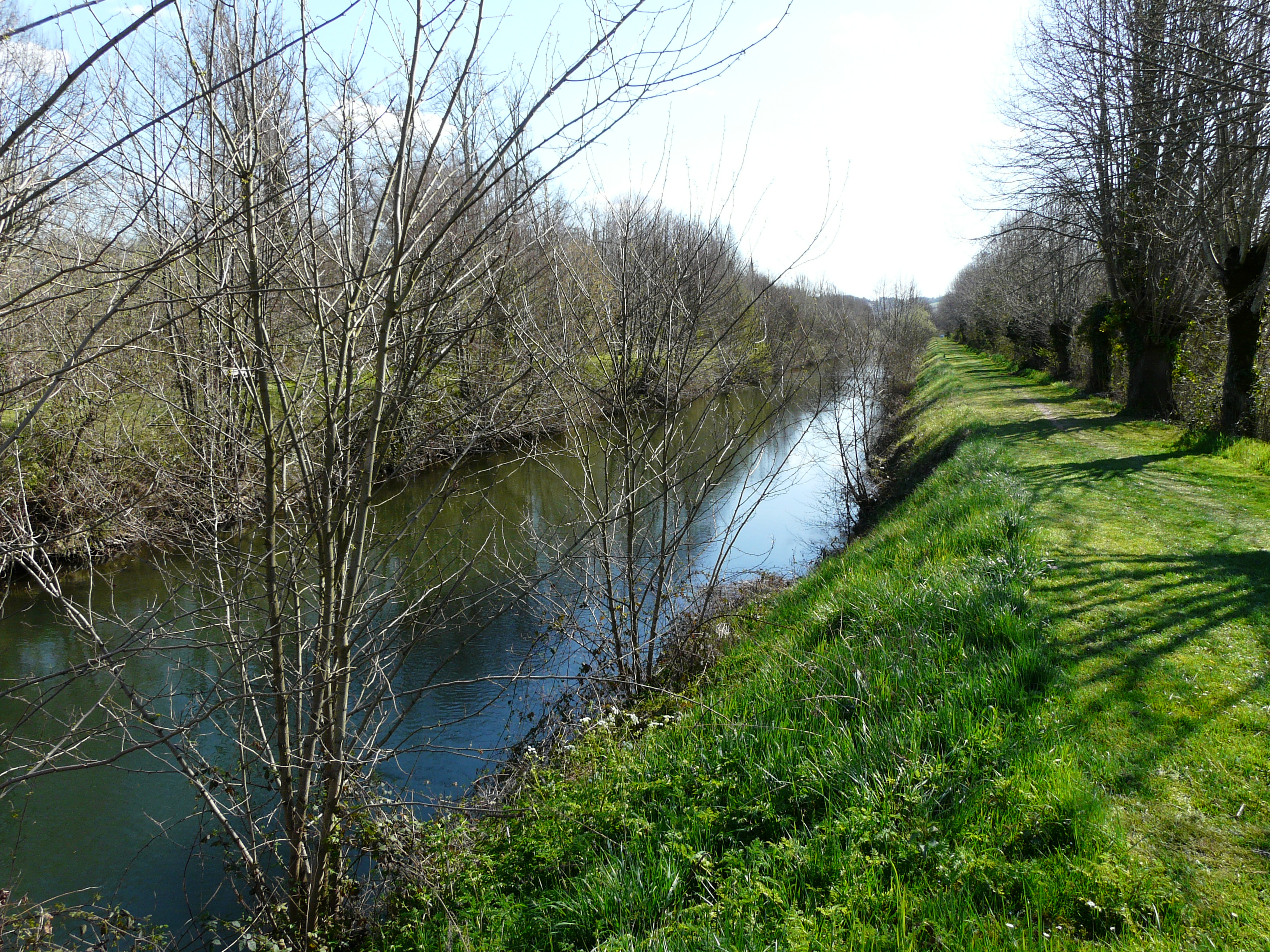
Le canal de Saint-Astier.
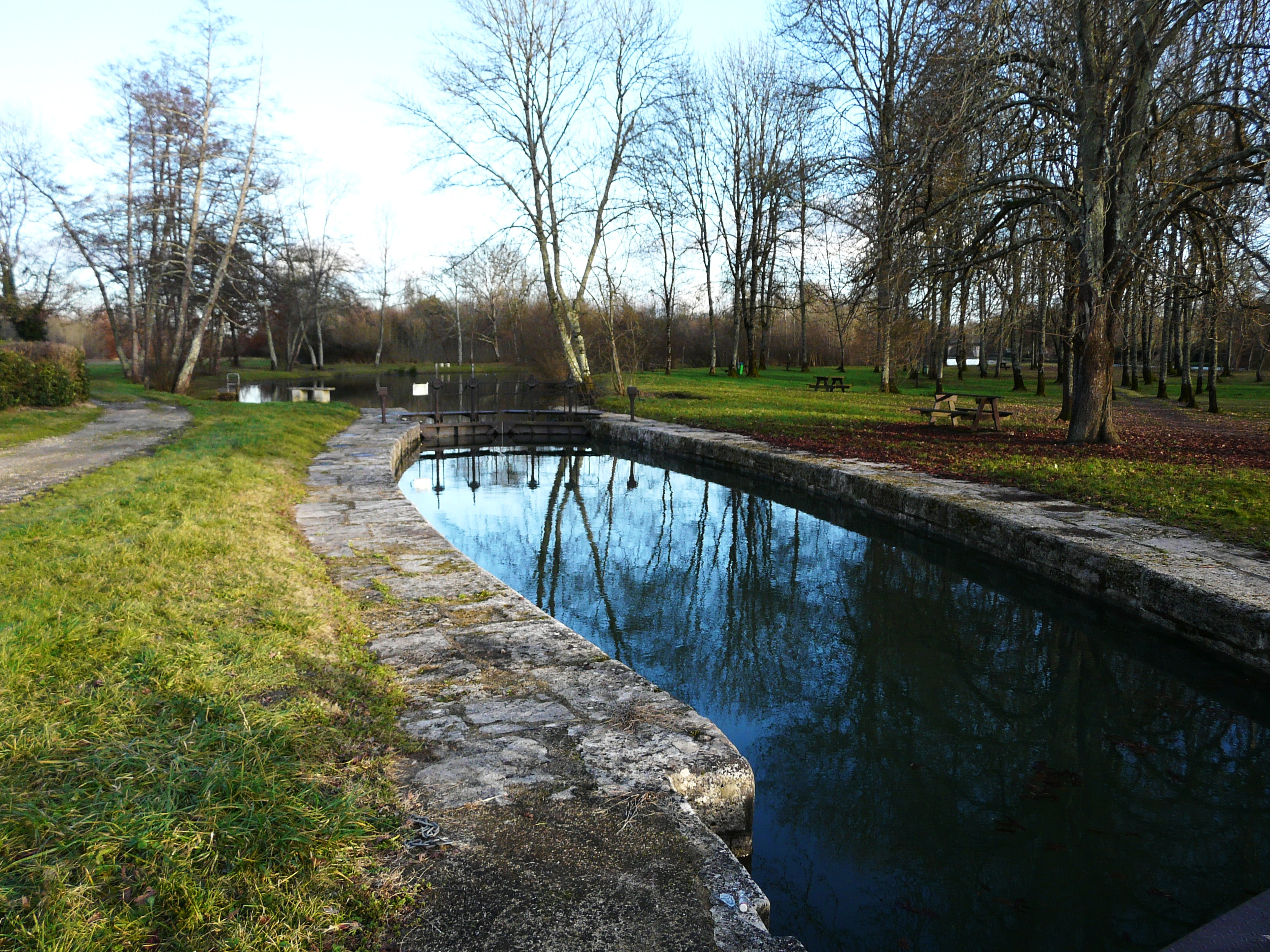
Le canal de Ménestérol.
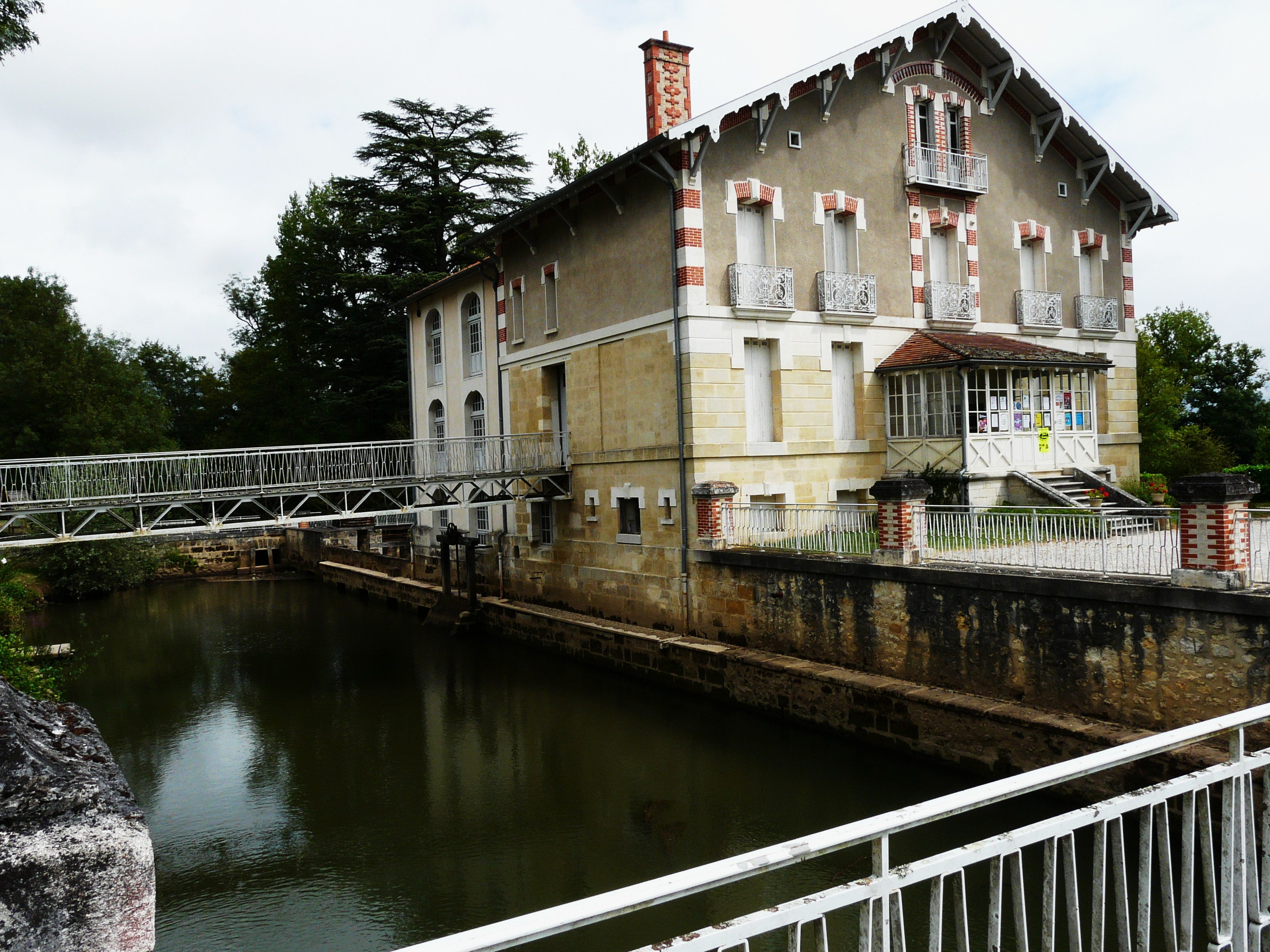
Le moulin du Duellas.

## Environnement
Le bassin supérieur de ce cours d'eau est notamment pollué par de l'arsenic, lié à l'exploitation de l'ancienne mine d'or du Bourneix, sans que le risque sanitaire ait été établi.
La vallée de l'Isle, de Périgueux à sa confluence avec la Dordogne, intègre le réseau européen Natura 2000 (proposé comme site d'importance communautaire - SIC) au titre de la directive Habitat, dont l'objectif est la conservation de la biodiversité en protégeant les habitats (il est en effet plus efficace de protéger un milieu que les seules espèces qu'il abrite). Les limites du site sont précisées par un arrêté du 12 juillet 2021.

## Patrimoine

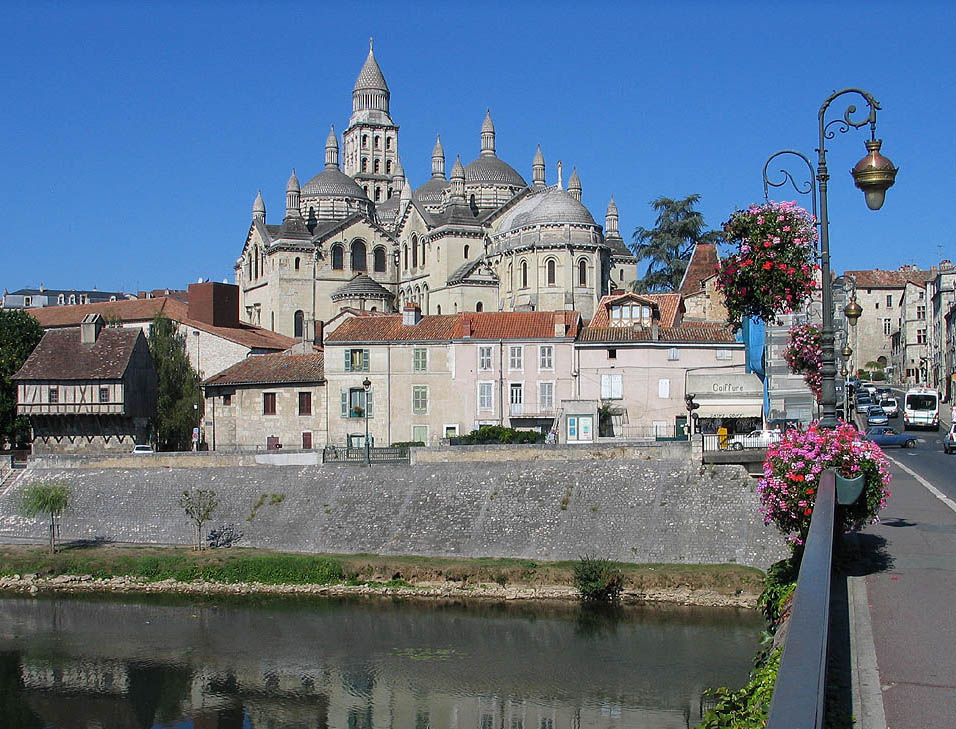
Cathédrale Saint-Front de Périgueux et l'Isle.

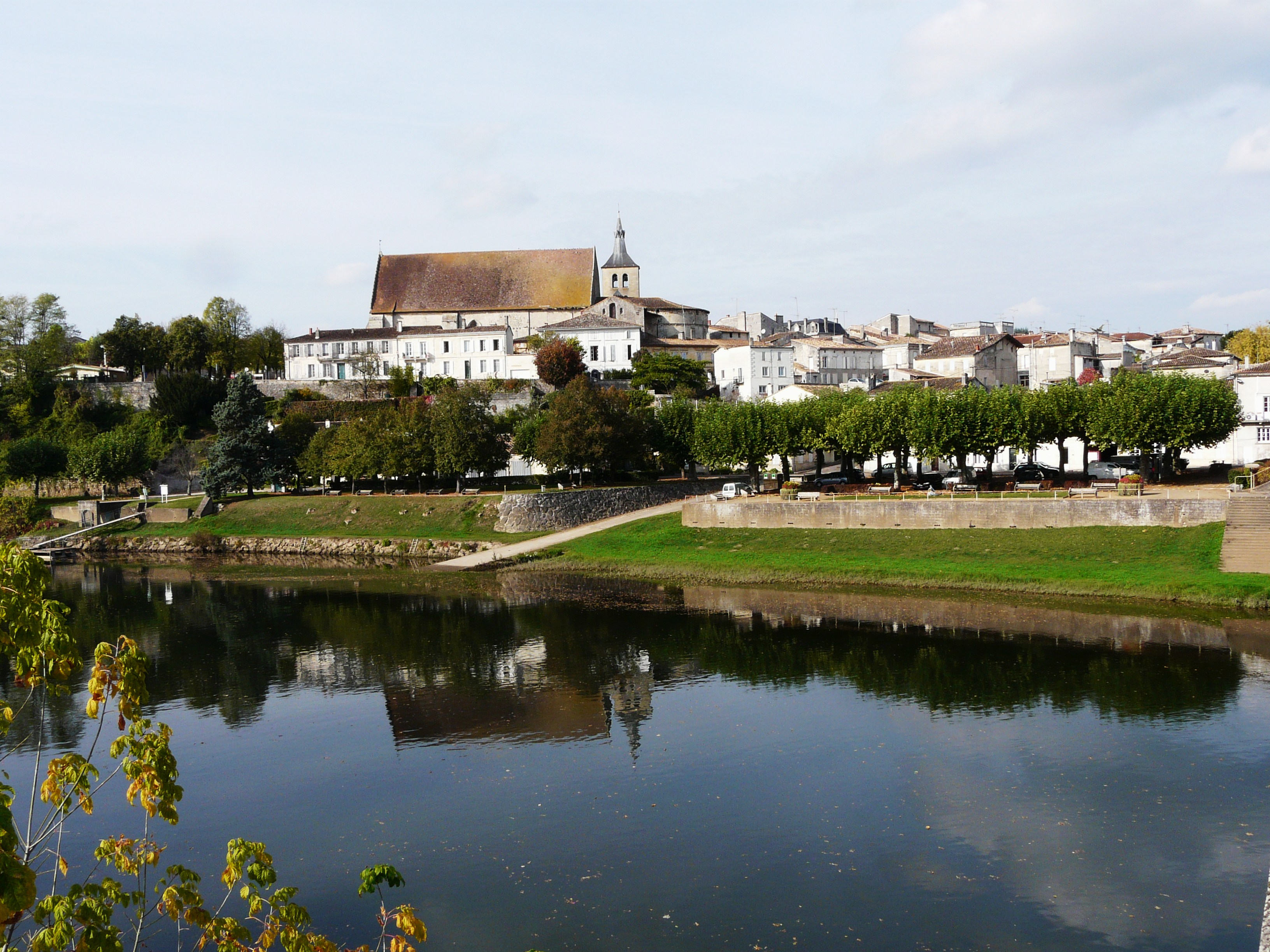
Guîtres et son abbatiale Notre-Dame sur les bords de l'Isle.

D'amont vers l’aval, on peut découvrir :
- Le Chalard : l’ancien cimetière des moines ; le pont de la Tour
- Jumilhac-le-Grand : le château ; l’église Saint-Pierre-ès-Liens ; le pont de la Tour
- Sarliac-sur-l'Isle : le château de la Bonnetie
- Antonne-et-Trigonant : le château des Bories
- Périgueux : la cathédrale Saint-Front ; le pont des Barris ; l'église Saint-Étienne-de-la-Cité ; la cité médiévale-Renaissance ; les arènes ; la tour de Vésone
- Saint-Astier : l’église fortifiée ; le château de Puyferrat
- Neuvic : le château et son parc botanique
- Douzillac : le château de Mauriac
- Sourzac : l’église romane
- Saint-Front-de-Pradoux : l’ancien presbytère
- Saint-Martin-l'Astier : l’église Saint-Martin ; le manoir de la Roche
- Saint-Laurent-des-Hommes : le château de Fournils
- Saint-Martial-d'Artenset : le moulin du Duellas
- Porchères : le moulin
- Abzac : le château
- Guîtres : l’abbatiale Notre-Dame-de-Guîtres
- Saint-Denis-de-Pile : l’église romane ; le pont suspendu
- Savignac-de-l'Isle : le château médiéval
- Saillans : le château de Carles
- Fronsac : Son église (XIe et XIIe siècles) et son tertre
- Libourne : le port (tours et portes du XIVe siècle) ; l’ancien couvent des Cordeliers ; l’hôtel de ville